# ليتل فالي (نيويورك)
ليتل فالي (بالإنجليزية: Little Valley, New York)‏ هي بلدة أمريكية تقع في الولايات المتحدة في مقاطعة كاتاروغوس، نيويورك. يقدر عدد سكانها بـ 1,740 نسمة .